# Benedetto Crivelli
Benedetto Crivelli (Milano, ... – Padova, marzo 1516) è stato un condottiero e capitano di ventura italiano, signore di Creola.

## Biografia
Durante la guerra della Lega di Cambrai fu al servizio del Regno di Francia e nel gennaio 1512 gli fu affidato il comando di 500 fanti con il compito di difendere la città di Crema. Nel giugno successivo fu posto sotto assedio dalle truppe veneziane comandate da Renzo di Ceri e ben 100 uomini disertano dalle sue file. In agosto è catturato Martino da Salerno, uomo d’arme veneziano, con il quale Crivelli iniziò a trattare le condizioni di resa. Nello stesso tempo il Crivelli ebbe anche colloqui con emissari del vescovo di Lodi Ottaviano Sforza, che agisce, al contrario, per conto del duca Massimiliano Sforza. Martino da Salerno fu rilasciato e si prestò a trattare per conto del crivelli sia con gli Sforza che con Venezia, ma per ordine del  Ceri non riferì al Crivelli le condizioni offertigli dagli sforzeschi per la resa.
Nel contempo il Crivelli entra in contrasto con Girolamo da Napoli e da questi fu messo in cattiva luce nei confronti del governatore, il francese Durazzo; a sua volta il Crivelli accusò il rivale di tradimento. Quando fu informato dal nemico veneziano che Girolamo da Napoli voleva ucciderlo, lo previene nel suo disegno: durante l'ispezione alla Porta Nuova gli fece sparare un colpo di archibugio da un suo soldato mentre due suoi alabardieri gli spaccarono il cranio. Il Ceri continuò nella sua politica di pressione e informò il Durazzo che il Crivelli aveva l'intenzione di consegnare i francesi agli svizzeri e allo stesso tempo corruppe due caporali del Crivelli e promise maggiori condotte con i veneziani. Alla fine il Crivelli ruppe gli indugi: si impadronì di una porta con il relativo bastione e puntò le artiglierie verso la rocca per convincere i francesi alla resa. Gli furono consegnati in ostaggio Mariano da Lecce e Giulio Manfrone in attesa che le sue richieste fossero accettate dalla Serenissima: alla conclusione delle trattative il Durazzo ottenne un salvacondotto dai veneziani. Subito dopo la consegna della città il Crivelli ricevette il soldo per i suoi 400 fanti ed altri 7000 ducati. L'accordo finale prevedeva 
- a suo vantaggio una rendita annua di 1000 ducati sui beni di alcuni ribelli di Padova;
- un palazzo nella città di Padova già appartenente ai Bagarotti e sito presso la chiesa degli Eremitani;
- 800 ducati di rendita da benefici ecclesiastici nel cremasco, nel bergamasco e nel bresciano per un nipote;
- la compagnia di 500 fanti alle stesse condizioni che gli sono  state riconosciute dai francesi e 100 ducati di provvigione;
- due paghe per i suoi fanti pari a 1500 ducati;
- il dazio del sale di Crema che già faceva parte del suo stipendio;
- la grazia per due ribelli di Crema;
- i beni del ribelle Guido Pace Bernardi.

Nel marzo 1516 si reca a Venezia per chiedere il saldo di un suo credito di 400 ducati, ma gliene sono consegnati solo 100; allo stesso tempo riferisce sullo stato delle fortificazioni di Padova. Rientrato a Padova, muore nel suo palazzo.

### Monumento funebre
È sepolto nella chiesetta di Santa Maria del Carmine a Creola, frazione di Saccolongo (Padova), sulle rive del Bacchiglione, località di cui il Crivella era il Signore.
Nella chiesetta, che era stata fatta edificare dallo stesso Crivelli, alcuni anni dopo fu fatto erigere un sarcofago da Alvise Pisani, suo successore nel feudo, così da conservarne le spoglie. Il sepolcro, in marmo bianco di Carrara, è sorretto da quattro colonne e con due pilastri al centro. L'opera è stata attribuita allo scultore lombardo Lorenzo Bregno.